# Protoisotoma burma
Protoisotoma burma  (лат.) — ископаемый вид скрыточелюстных членистоногих подкласса ногохвостки из семейства Isotomidae. 

## Описание
Обнаружен в бирманском янтаре (типовая серия: Kachin State, Hukawng Valley, 32 км ю.-з. от Tanai, около Noije Bum (hill), высота около 250 м), Мьянма, Юго-Восточная Азия). Меловой период, сеноманский ярус (около 100 млн лет). Длина тела до 0,75 мм. Число омматидиев в глазах: 6+6. От второго вида рода отличается более длинными щетинками 4-го членика усиков, чья длина составляет около 0,017 мм. Голова покрыта многочисленными сетами длиной от 0,013 до 0,03 мм. На груди и брюшке длина щетинок от 0,078 мм до 0,085 мм. Вид Protoisotoma burma был впервые описан в 2006 году американскими энтомологами Кеннетом Христиансеном (Kenneth Christiansen) и Полом Насцимбене (Paul Nascimbene) по типовой серии, хранящейся в Американском музее естественной истории (Нью-Йорк) вместе с Burmisotoma lamellifera, Propachyotoma conica, Grinnellia ventis, Cretacentomobrya burma, Proisotoma pettersonae, Villusisotoma brevis и другими новыми ископаемыми видами. Родовое название Protoisotoma образовано от имени близкого рода коллембол Isotoma. Видовое название P. burma дано по имени местообнаружения типовой серии (Бирма). Близок к виду Protoisotoma micromucra Christiansen and Pike 2002, найденному в меловых отложениях Канады.